# Moulin de Kerbroué
Le moulin de Kerbroué (du Breton : village de la colline) est un moulin à vent de la commune de La Turballe, dans le département français de la Loire-Atlantique.

## Présentation
Le moulin de Kerbroué est un des deux moulins encore en activité dans la presqu'île de Guérande : le moulin de la Falaise de Batz-sur-Mer est spécialisé dans la farine de sarrasin, celui de La Turballe, dans la farine de froment. Propriété de la commune de La Turballe depuis 1999, son exploitation est confiée à l'association Au Gré des Vents en 2004. Il occupe quatre niveaux et son toit peut tourner sur 360 degrés. Sa production de 700 kg par an, bien que modeste, est nécessaire pour faire tourner l'ouvrage régulièrement.
La visite du moulin permet de découvrir le mécanisme qui écrase le grain et extrait la farine. La Maison de Meunier attenante, qui était un ancien lieu de stockage, présente une collection de costumes et d'objets de l'époque du moulin, quand l'âne faisait le va-et-vient entre la maison et le moulin.

### Historique

#### Les seigneurs de Lauvergnac
Le moulin est construit en 1746sur le coteau de Guérande au lieu-dit des Quatre Routes. Il s'appelle tour à tour moulin neuf de Trescalan, par opposition à un moulin plus ancien, moulin de Maincrom (« pierre courbe » en breton), du nom de la parcelle où il est construit, avant de prendre son nom actuel de Kerbroué. L'année 1700, gravée sur le linteau de la fenêtre du second étage, n'atteste pas de la construction du moulin à cette date, ses caractéristiques technologiques et architecturales étant postérieures. Le moulin a donc pu être construit en réutilisant les pierres d'un moulin plus ancien bâti en 1700 sur le même site ou à proximité. Cette pratique est en effet courante, surtout concernant les pierres qui doivent assurer le maintien de la structure.
À sa construction, il appartient au seigneur de Lauvergnac, qui possède trois autres moulins : 
- le moulin de Kerhuel (du Breton : village du haut)[1] ;
- le moulin de Trescalan : le meunier de ce moulin entre en conflit avec l'évêché au moment de la construction de l'église de Trescalan entre 1858 et 1871. En effet, le nouveau lieu de culte diminue la force du vent et ralentit le rendement de son outil de production. Il perd son procès contre l'autorité religieuse. Le moulin tombe en ruine avant d'être rasé pendant l'occupation allemande pour construire un blockhaus (dont les vestiges sont encore visibles) à cet endroit ;
- le moulin de Saint-Sébastien : lors de la création des communes ne France, le hameau de Saint-Sébastien est finalement rattaché à Piriac-sur-Mer.

Sous l'Ancien Régime, les fermiers vivant à trois kilomètres à la ronde ont l'obligation de donner leur blé à moudre au moulin, qui prélève 1/16e des quantités au bénéfice du seigneur. Le meunier et le boulanger prélèvent également une quote-part en rémunération de leurs services.
À l'origine, le moulin est moins haut qu'actuellement. La taille des ailes, trop importante par rapport à celle du bâtiment, 
nécessite de creuser une tranchée circulaire pour leur permettre de tourner. Ces ailes ont au début la forme de râteaux et sont équipées de voiles qui offrent une prise au vent. À chaque changement de vent, le meunier doit stopper son moulin, grimper dans les ailes et augmenter ou réduire la voilure.

#### Cinq générations de meuniers
En 1810, après la révolution française, le moulin qui appartenait jusque-là au seigneur est racheté par le meunier, nommé Nogues. Il restera dans la même famille pendant cinq générations. Les minoteries n'ayant pas encore capté tous les marchés, la fonction du moulin demeure importante et les problèmes techniques posés par sa petite taille doivent trouver une solution. Il est ainsi modernisé en 1893 : rehaussé d'un étage, il passe à quatre niveaux et atteint une hauteur de 11 mètres de sa base jusqu'au toit. Il est pourvu d'une deuxième paire de meules et équipé d'ailes Berton : ce système de lames de bois équipant les ailes peut se déployer ou se rétracter depuis l'intérieur du moulin sans arrêter la production en manœuvrant un système de cordages, procurant un gain de temps et de productivité très sensible, . Un moulinet d'orientation à l'arrière de la toiture (« papillon ») permet la mise au vent automatique.

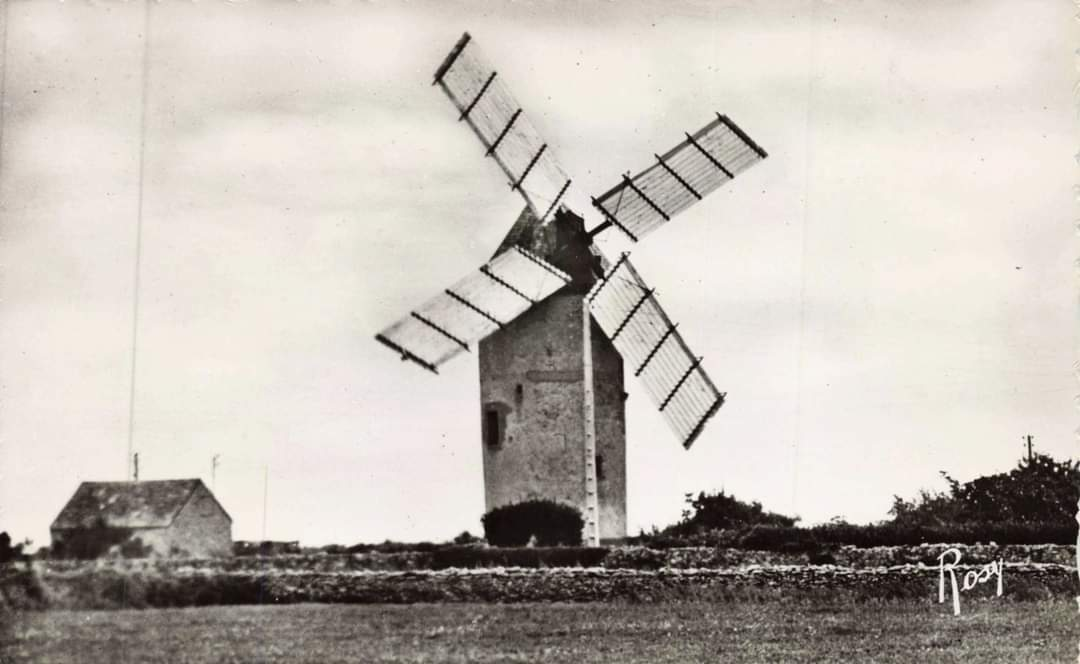
Le moulin de Kerbroué au début du XXe siècle

Les meuniers successifs y moulent orge et froment pendant cinq générations. Le dernier d'entre eux, Fernand Nogues, né au village de Trévéré, perpétue la tradition jusqu'en 1969, date à laquelle il est victime d'un accident : il est renversé par une voiture en traversant la route et ses jambes sont brisées. Incapable de monter les marches de son moulin, il en arrête l'exploitation. Le moulin utilise ensuite un broyeur mécanique jusqu'en 1977 avant son arrêt. Il était le dernier en activité dans la commune.

#### De nos jours
Avant son décès, Fernand Nogues fait promettre à sa femme de conserver le moulin dans la famille. Mais faute de procurer des revenus, il ne peut être entretenu et se dégrade année après année. En 1999, la municipalité rachète le moulin en état de ruine à la veuve et entreprend sa restauration, qui concerne essentiellement la toiture et qui se monte à 200 000 euros. Le nouveau toit de 19 tonnes est notamment mis en place le 4 mars 2003. En 2004, la municipalité confie la gestion du moulin à l'association Au Gré des Vents culture et patrimoine de La Turballe. Il est remis en service le 4 octobre 2004 par le meunier Guy Perraud et peut de nos jours moudre le grain pour en extraire la farine grâce à 52 m2 de voilure, un rouet, une lanterne, un gros fer entraînant le trieur, la meule la bluterie, le tout sur quatre niveaux. Par temps de grand vent, il peut écraser jusqu'à 100 kilos de blé par heure. La vitesse de rotation des ailes ne doit pas excéder 18 tours par minute pour éviter l'envol de la toiture.
Comme d'autres moulins à vent dans la région, celui de Kerbroué a toujours été placé sous la protection de la Vierge. Au printemps 2004, une statue de la Vierge à l'Enfant était encore placée dans une niche en façade. Elle a été détruite par la suite, certainement au moment de l'envol d'oiseaux ayant niché à cet endroit. Les morceaux récupérés étaient trop nombreux et trop petits pour que l'on envisage une restauration. L'association Au Gré des Vents a entrepris de la remplacer par l'acquisition d'une autre, trouvée chez un antiquaire expert agréé, ayant pu établir que cette « nouvelle » statue est contemporaine de la construction du moulin. Elle est mise en place le 22 août 2017.
Cette même année, le moulin est équipé d'un système d'assistance électrique, qui lui permet de fonctionner lorsque la puissance éolienne est insuffisante, l'urbanisation des alentours diminuant la force du vent. Il fonctionne de nos jours les jeudis et produit depuis 2020 de la farine à partir de blé cultivé localement à Guérande dans une ferme bio qui a consacré à cet effet une parcelle d'un hectare et demi.

## Galerie

### Vues extérieures

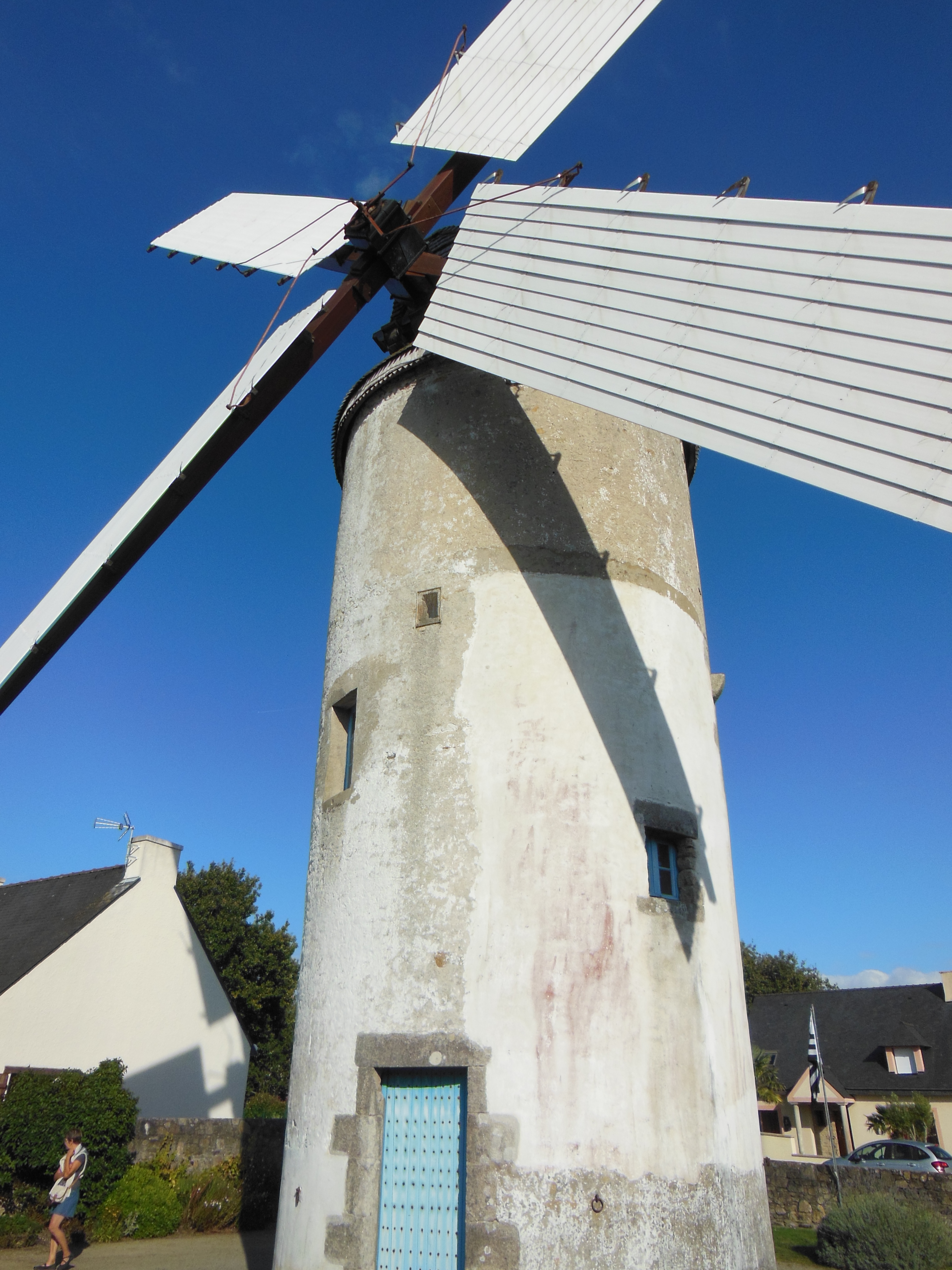
Moulin de Kerbroué avant son ravalement
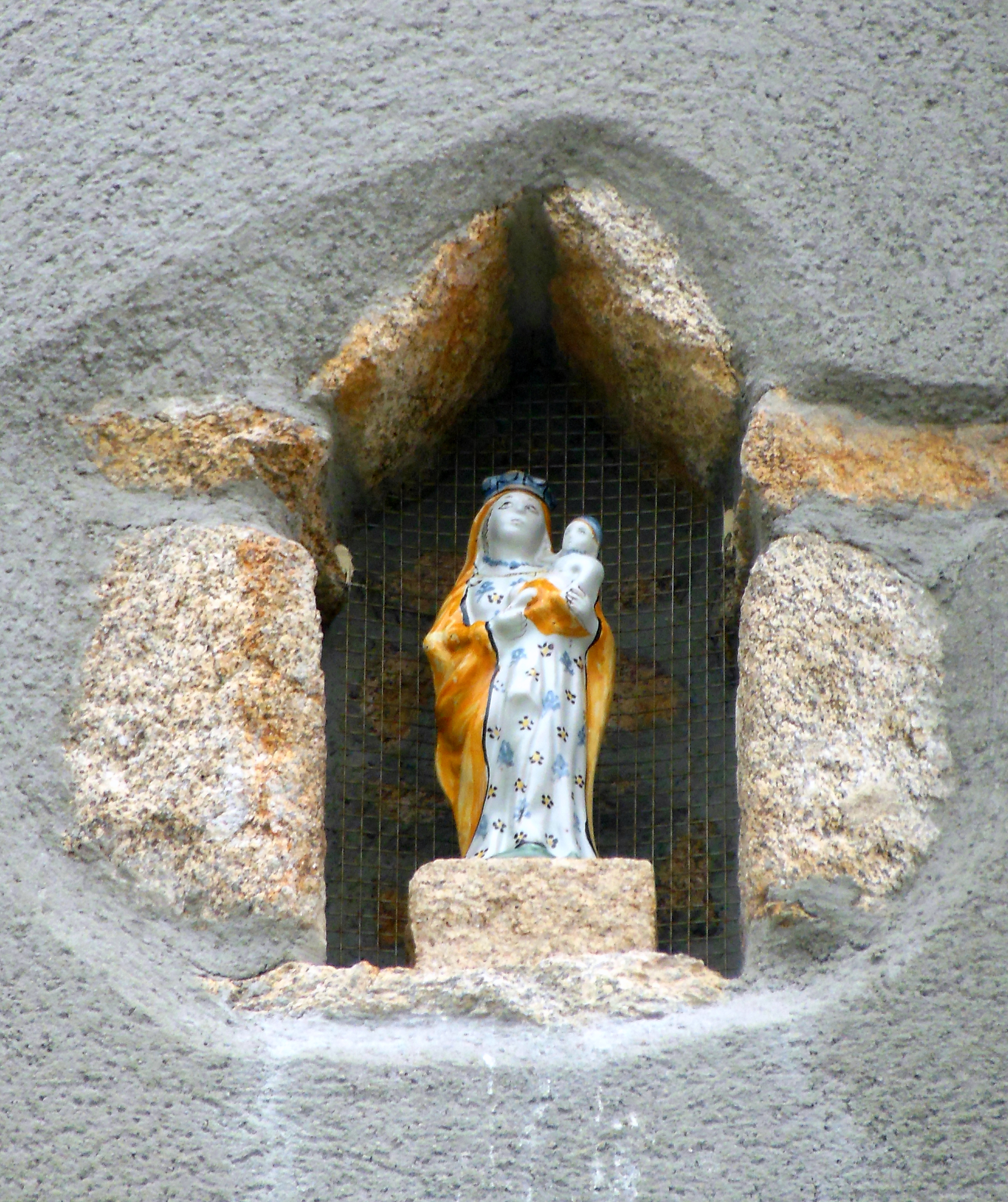
Statue de la Vierge à l'Enfant
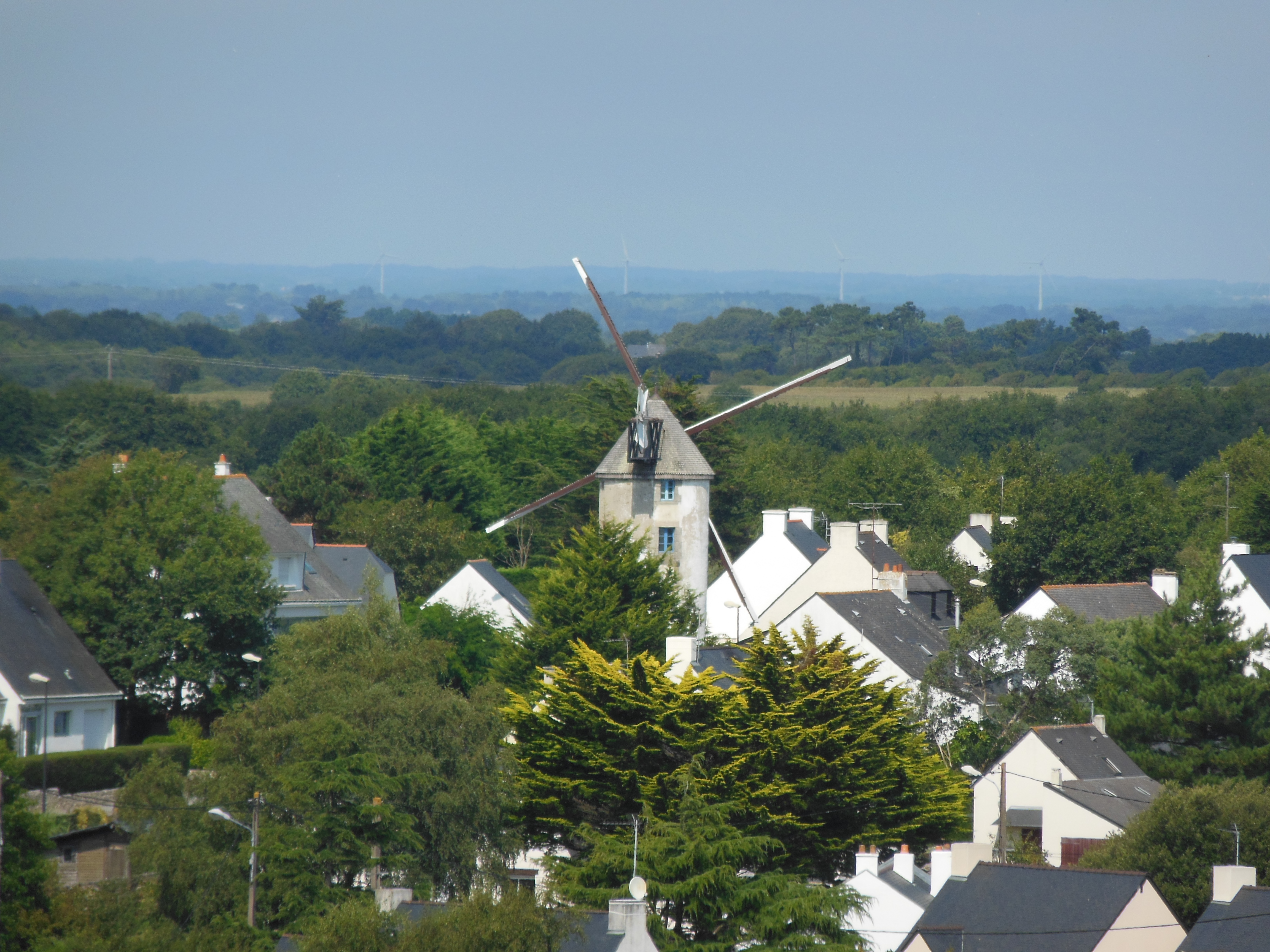
Moulin de Kerbroué, vu de Trescalan et du clocher de son église

### Vues intérieures

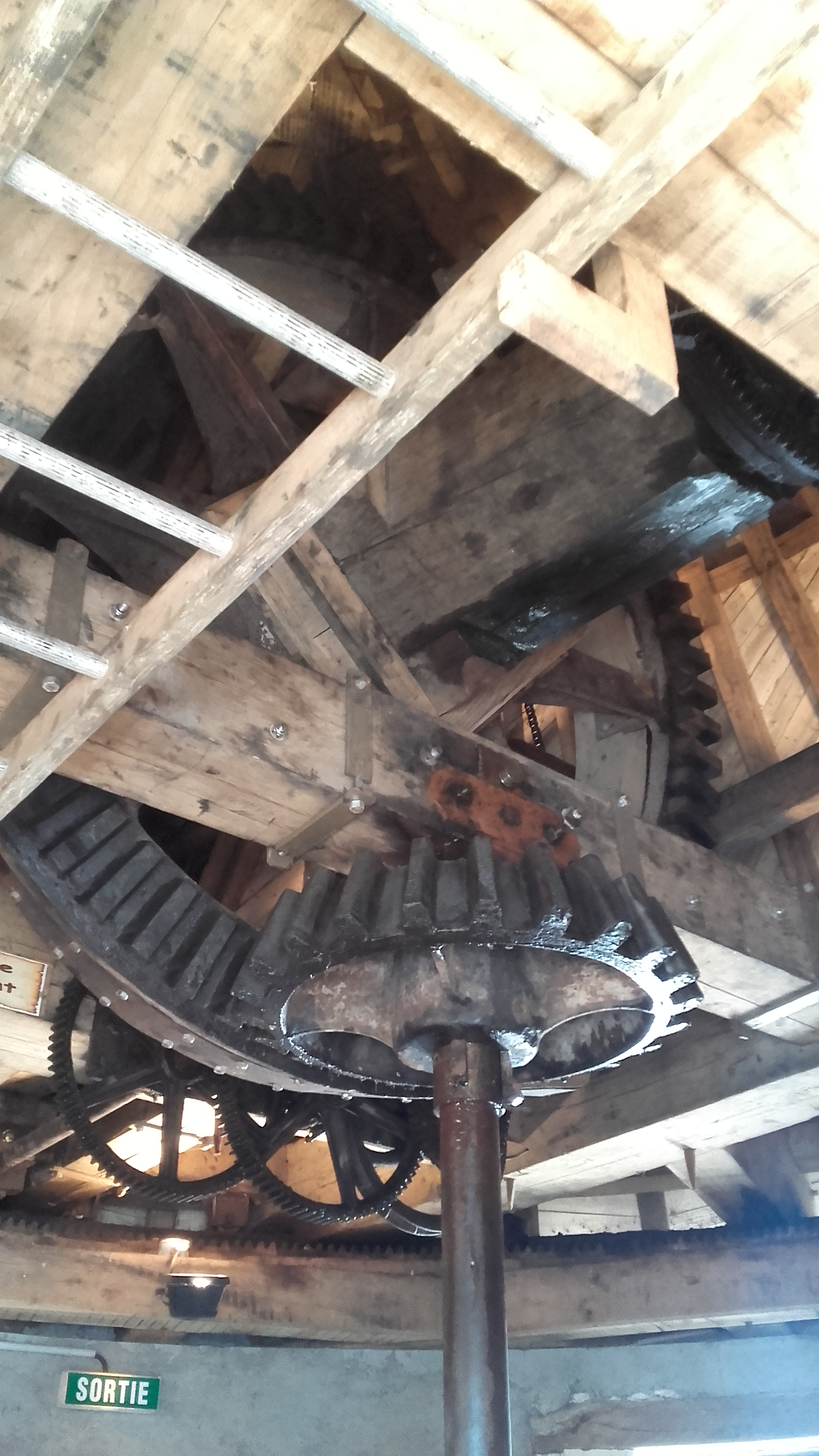
Mécanisme intérieur (dernier étage)
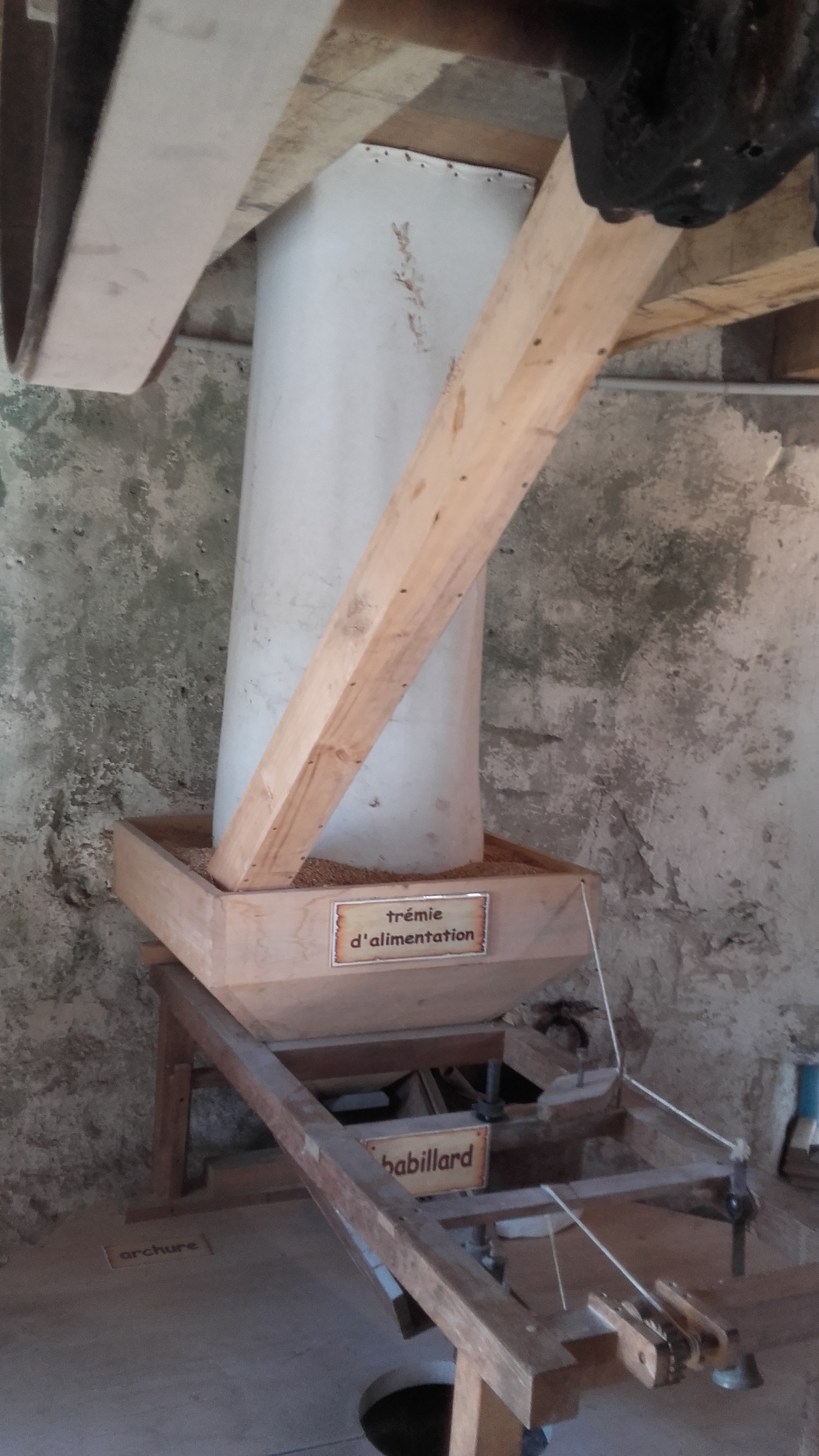
Trémie d'alimentation, archure et babillard

### Musée de la maison du Meunier

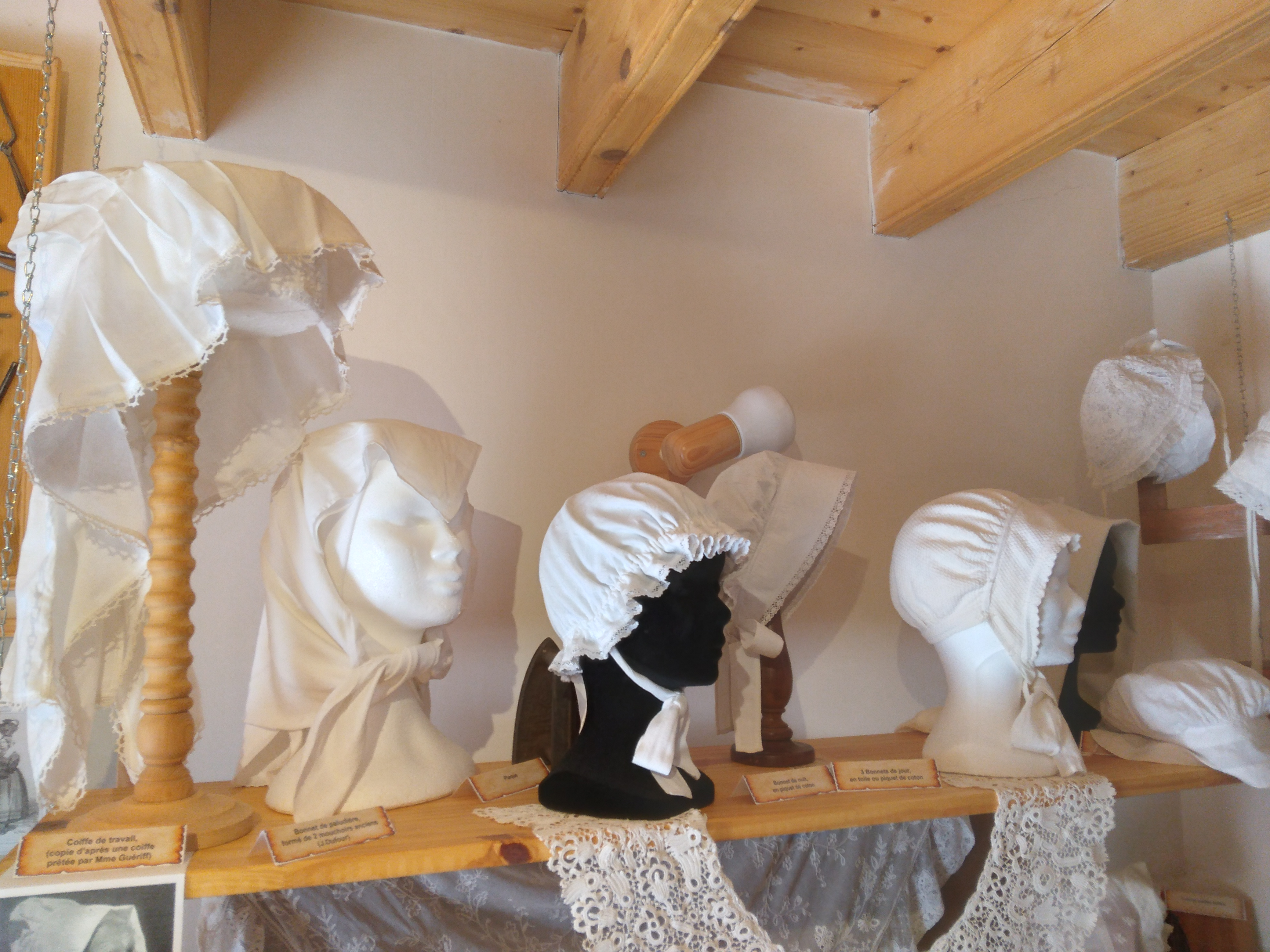
Exposition de coiffes
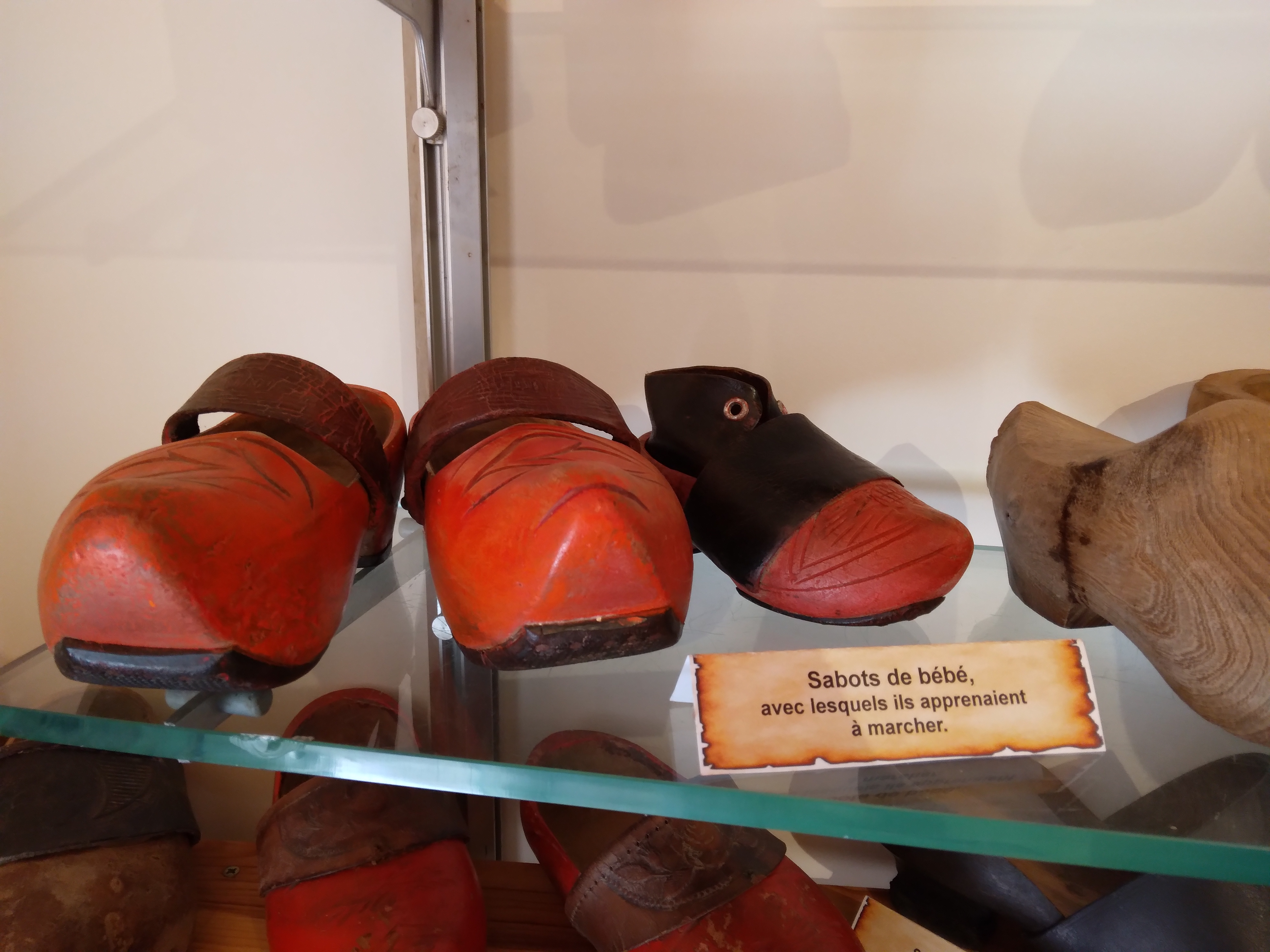
Exposition de sabots d'enfants

## Histoire des moulins à La Turballe
Au début des années 1820, La Turballe compte six moulins, répartis en deux groupes :
- le premier, composé des moulins de Trévéré, des Grandes Perrières et du Frost du Moulin, se situait à proximité des hameaux de Trescalan (du Breton : trève de l'escarpement)[1], Fourbihan (du Breton : petit four)[1] et Trévéré (du Breton : trève de la vierge )[1], à des altitudes comprises entre 25 et 30 mètres. Cette localisation permet de penser qu'il s'agit des trois moulins représentés sur la carte de Cassini à la fin du XVIIIe siècle. Ce sont donc les plus anciens de la paroisse. Deux actes notariés de 1740 et 1786 concernant les moulins de Trescalan révèlent leur appartenance à la baronnie de Campzillon, qui comptait quatre autres moulins : deux à Piriac-sur-Mer (moulin de Kerjean et du Bouteiller), un à Guérande (moulin de Brandu) et un à Trescalan. De ce premier groupe de trois moulins, il ne reste rien aujourd'hui[5] ;
- le deuxième, composé des moulins du Parc Riganet, de Maincrom et du Pré de Lauvergnac (du Breton : région où poussent les aulnes)[1], sont érigés à la périphérie des hameaux éloignés du centre, sur des hauteurs variant entre 30 et 32,5 mètres. Ils sont absents de la carte de Cassini et des inventaires antérieurs à 1809. Le moulin du Parc Riganet est démoli en 1902. De nos jours perdurent celui de Maincrom (renommé moulin de Kerbroué) et celui du Pré de Lauvergnac (renommé moulin de Kerhuel). Ce dernier ne possède plus d'aile et a été transformé en habitation[5].

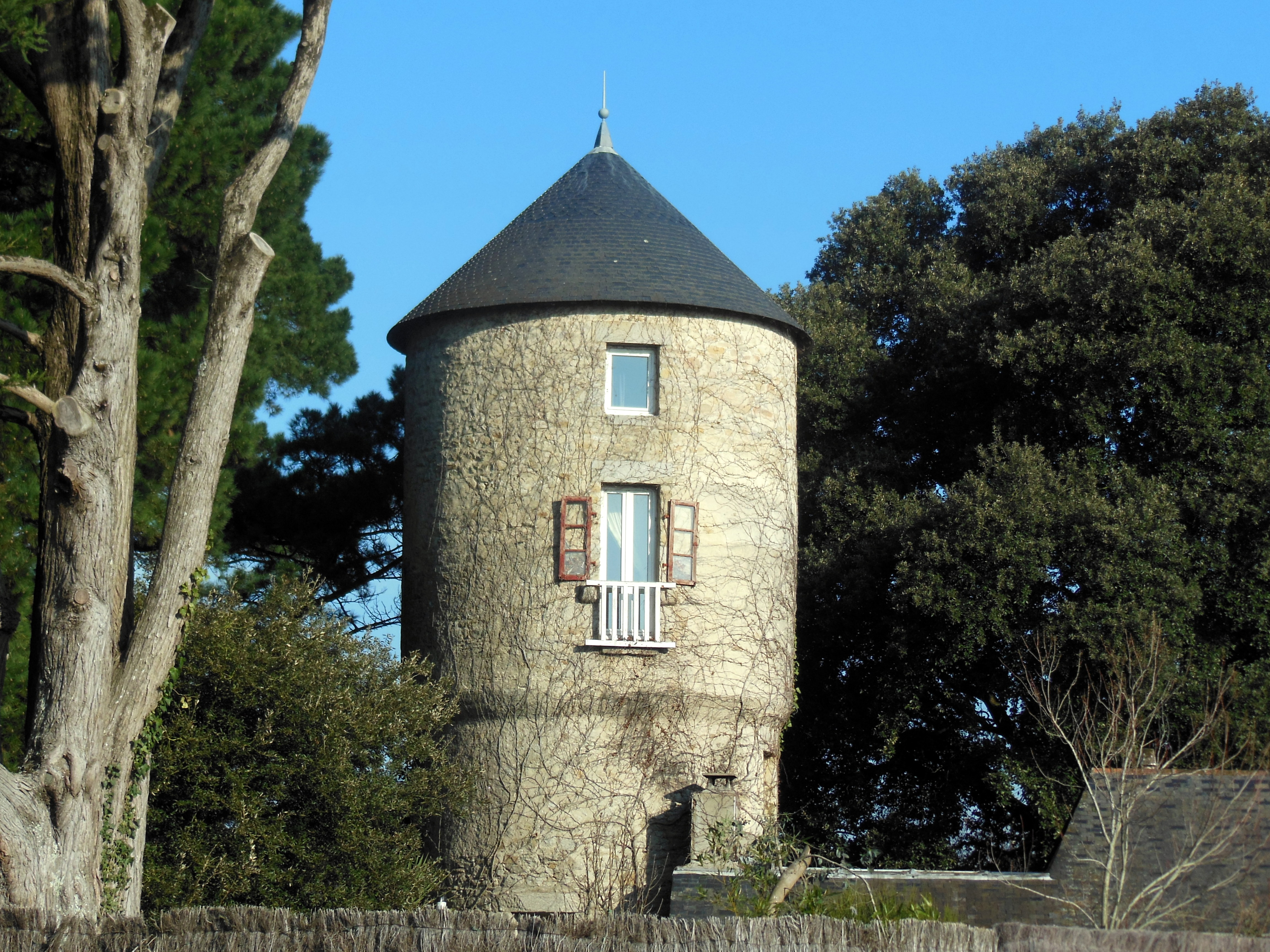
Moulin de Kerhuel
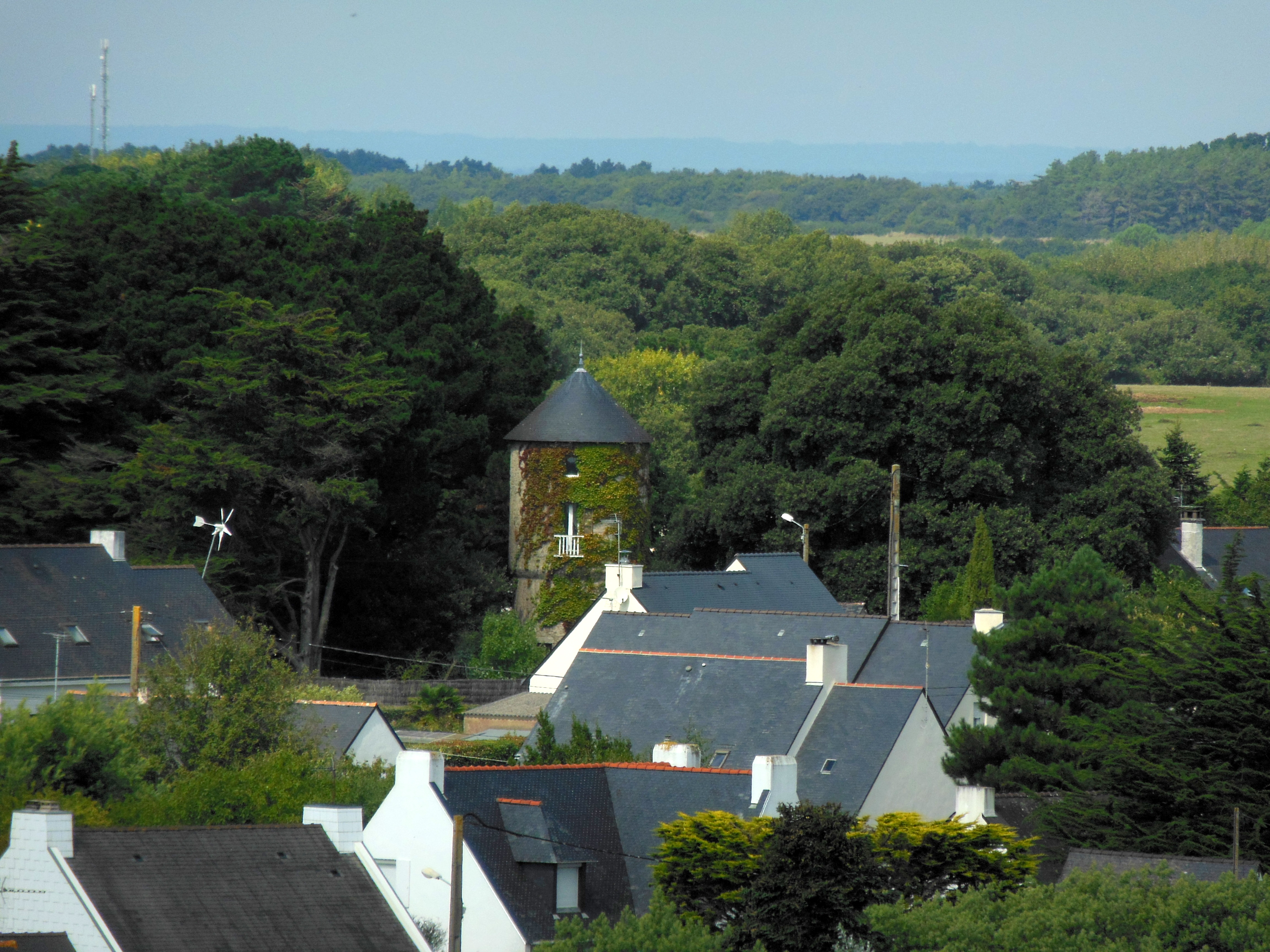
Moulin de Kerhuel, vu du clocher de l'église de Trescalan